# Faith to Faithless
«Faith to Faithless» — некоммерческая организация в Великобритании, деятельность которой направлена на противодействие дискриминации атеистов и нерелигиозных людей, в частности, дискриминации лиц, которые покинули религию меньшинства. Она оказывает поддержку лицам, решившимся отказаться от религии, и помогает им открыться друзьям и семье, а также дает возможность людям высказаться публично и найти взаимную поддержку в более широких атеистических, светских и гуманистических сообществах. «Faith to Faithless» выступает за людей и семьи, покидающих любую религию, и стремится сделать обсуждение и поддержку бывших религиозных людей достоянием общественности.
С 2017 года «Faith to Faithless» стала одной из программ организации Humanists UK (бывшей Британской гуманистической ассоциации), британской благотворительной организации, поддерживающей нерелигиозных людей.

## Формирование
«Faith to Faithless» была основана в 2015 году Имтиазом Шамсом и Алией Салим. Шамс, бывший мусульманин и атеист из Бангладеш, выросший в Саудовской Аравии, покинул ислам, когда понял, что его чувство справедливости несовместимо с идеей о том, что все другие религии, по исламскому определению, должны быть плохими. Он объяснил, что ему нужно было преодолеть разочарование, которое испытывают бывшие мусульмане и этнические мусульмане, поскольку их идентичность воспринимается как неотделимая от мусульманской религии, а также беспокойство общества в целом по поводу проблемы мусульманского вероотступничества. Салим, которая описывает себя как бывшую мусульманку и атеистку, покинула ислам в 19 лет, после чего по её словам стала свободной. К своим 27 годам Салим уже работала с Шамсом, и они решили создать группу защиты интересов «Faith to Faithless», чтобы способствовать повышению осведомлённости о проблемах, связанных с отказом от религии, и чтобы показать людям в подобных ситуациях, что они не одиноки, и обеспечить им поддержку со стороны общества.
«Faith to Faithless» начала свою деятельность по поддержке людей, отказавшихся от религии, с организации тура по университетам Великобритании, который они назвали «мероприятия каминг-аута», чтобы установить контакт с людьми, покидающими или оставившими консервативную религию, и обеспечить взаимную поддержку с платформой для обсуждения индивидуального опыта. Самые ранние публичные презентации в Лондонском университете королевы Марии проводились под названием «Interfaithless», затем появилось окончательное название «Faith to Faithless», и выступавшие в основном сосредоточились на покинувших ислам и чтобы звучали голоса бывших мусульман, которых объявляют вероотступниками. Шамс написал, что первое мероприятие получило широкую поддержку, в том числе со стороны многих мусульман, но также вызвало оскорбления и выражение ненависти со стороны ряда мусульманских групп, включая Исламское общество Лондонского университета королевы Марии. Организация быстро расширилась, включив в себя людей, покинувших разнообразные религии, включая религии «нью-эйдж», Свидетелей Иеговы, ультраортодоксальный иудаизм, «Исключительных Братьев» и христианство.

## Деятельность

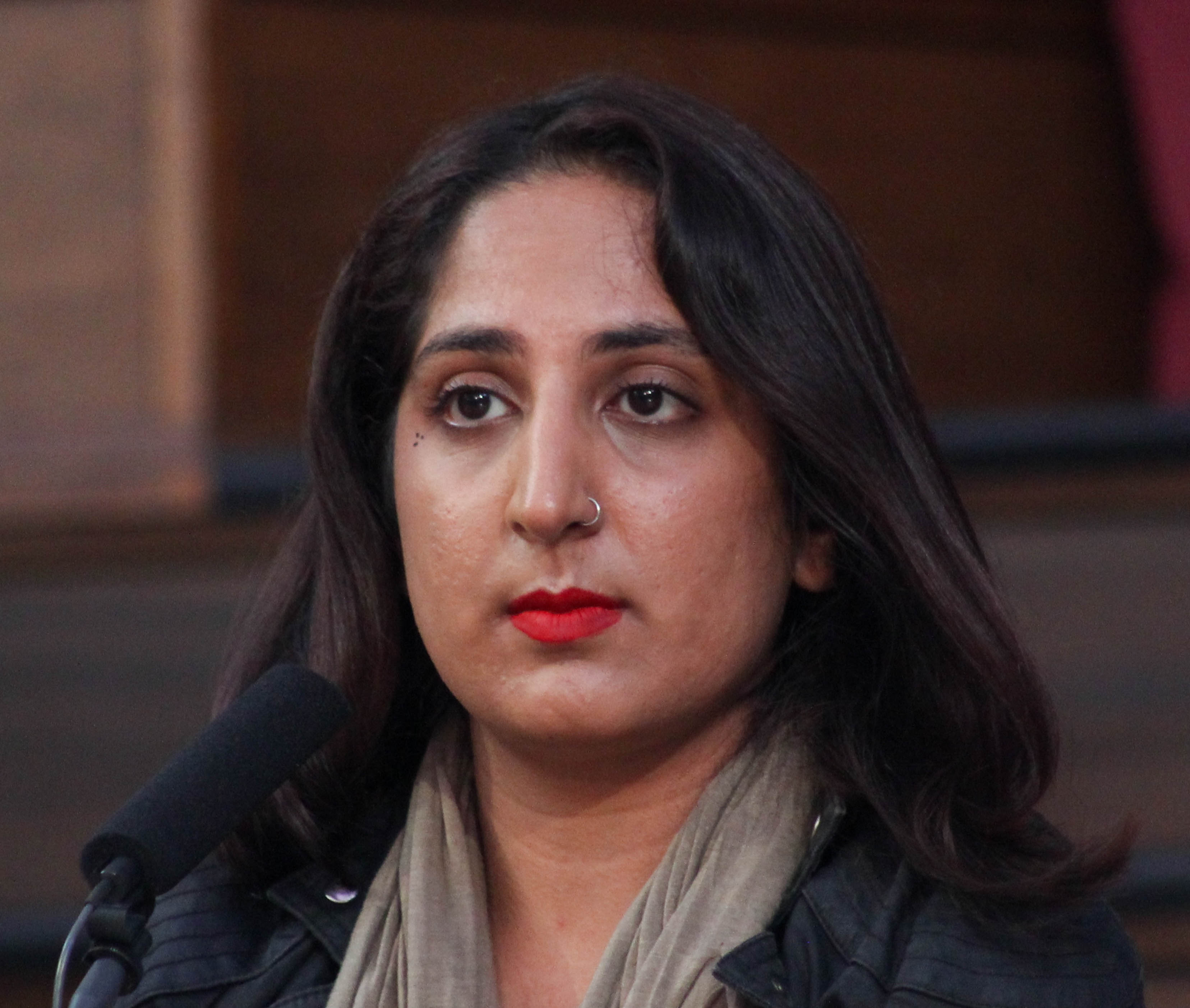
Алия Салим, соучредитель «Faith to Faithless»

Помимо агитационной работы, организация использует социальные сети для создания онлайн-сообществ и организует встречи, конференции и общественные мероприятия для бывших религиозных людей. Сам Шамс сначала публично заявил, что оставил свою религию, разместив сообщение в Facebook, и сказал, что для создания сильных и заметных сообществ и помощи семьям в решении проблем, связанных с вероотступничеством (на его собственном опыте обращения с исламом), необходимо инициировать дебаты в ведущих средствах массовой информации. Организация также фокусируется на конкретных проблемах женщин, покидающих религию, признавая, что для многих женщин религия связана с контролем и потерей свободы и автономии.
«Faith to Faithless» также поддерживает бывших мусульман Австралии и Новой Зеландии и оказывает помощь в создании онлайн-групп, в том числе дает советы по защите анонимности членов таких групп и объединению групп с аналогичными проблемами.
В 2016 году члены организации «Faith to Faithless» были приглашены коллегой из лейбористской партии Кливом Соли для выступления на собрании в Палате лордов на тему отказа от религии. «Faith to Faithless» также призвала правительство защищать нерелигиозных родителей и детей, особенно в изолированных и ультраортодоксальных общинах, где финансовая и социальная поддержка у таких лиц может полностью отсутствовать. «Faith to Faithless» также консультирует и обучает британских полицейских и социальных работников работе с конкретными проблемами, связанными с вероотступничеством.
С января 2017 года «Faith to Faithless» входит в состав «Humanists UK» (бывшей Британской ассоциации гуманистов). Шамс также является попечителем «Humanists UK».
Осенью 2017 года основатель «Faith to Faithless» Имтиаз Шамс выступил на мероприятии, организованном «Бывшими мусульманами Северной Америки» в Вашингтоне.
«Faith to Faithless» проводит социальные мероприятия и туры по музеям Великобритании, включая Британский музей и Музей Виктории и Альберта. Экскурсии направлены на то, чтобы внести свой вклад в образование бывших приверженцев религий с высоким контролем своих адептов, которые, возможно, имели изолированное воспитание или ограниченные возможности для получения образования, а также предоставить возможности для знакомства с новыми людьми.